# Young Point
Young Point är en udde i Antarktis. Den ligger i Västantarktis. Argentina, Chile och Storbritannien gör anspråk på området.
Terrängen inåt land är kuperad. Havet är nära Young Pointvästerut. Trakten är obefolkad. Det finns inga samhällen i närheten.